# Ivete Bonfá
Ivete Bonfá (São Paulo, 4 de março de 1940 — São Paulo, 30 de março de 1991) foi uma atriz brasileira.

## Biografia
Ivete Paulillo Tricarico, conhecida como Ivete Bonfá iniciou a carreira no teatro, onde faz vários estudos com Eugênio Kusnet, na década de 1960. Desde que estreou, na companhia de teatro de Nidia Lycia e Sérgio Cardoso, nunca abandonou os palcos, mesmo com o sucesso alcançado na televisão e no cinema.
Ivete participou de vários filmes nas década de 1970 e 1980, tanto em pornochanchadas quanto em roteiros mais elaborados, dirigida por Hector Babenco e Oswaldo de Oliveira, entre outros. Seu último trabalho, Sua Excelência, o Candidato, foi distribuído postumamente (em 1992).
Na televisão, começou já nos anos 60. Seu último trabalho foi em 1990, poucos meses antes de morrer.

## Carreira

### Trabalhos no cinema
| Ano  | Título                                     | Personagem              |
| ---- | ------------------------------------------ | ----------------------- |
| 1973 | Anjo Loiro                                 | Viúva                   |
| 1973 | A Super Fêmea                              | Orientadora do concurso |
| 1973 | O Detetive Bolacha contra o Gênio do Crime |                         |
| 1975 | Ainda Agarro Esse Machão                   | Sandra                  |
| 1975 | O Rei da Noite                             | Agripina                |
| 1976 | Já não Se Faz Amor como Antigamente        | Mãe                     |
| 1978 | O Estripador de Mulheres                   | Apresentadora de TV     |
| 1978 | Mulher Desejada                            | Cleuza                  |
| 1978 | Seduzidas pelo Demônio                     | Solange                 |
| 1979 | O Caçador de Esmeraldas                    | Maria Leite             |
| 1979 | Sinfonia Sertaneja                         | Maria                   |
| 1979 | Diário de uma Prostituta                   | Sônia                   |
| 1980 | Colegiais e Lições de Sexo                 | Atriz de TV             |
| 1980 | A Virgem e o Bem-Dotado                    |                         |
| 1981 | A Noite das Depravadas                     | Dona da pensão          |
| 1982 | Fantasias Sexuais                          | Feminista               |
| 1983 | Elas só Transam no disco                   | Assistente Social       |
| 1984 | Sexo em Grupo                              | Tia Noêmia              |
| 1984 | Taras de Colegiais                         |                         |
| 1984 | Variações do Sexo Explícito                | Mãe de Jorge            |
| 1984 | Sexo dos Anormais                          | Dra. Hermínia           |
| 1985 | Sexo Total                                 |                         |
| 1991 | Sua Excelência, o Candidato                | Empregada               |

### Trabalhos na televisão
| Ano  | Título                     | Papel         |
| ---- | -------------------------- | ------------- |
| 1967 | Yoshico, um Poema de Amor  | Lissa         |
| 1969 | A Cabana do Pai Tomás      | Cláudia       |
| 1972 | O Tempo não Apaga          | Leonor        |
| 1973 | Venha Ver o Sol na Estrada | Madame Peixot |
| 1975 | Vila do Arco               | Leopoldina    |
| 1976 | Canção para Isabel         | Purezinha     |
| 1978 | Solar Paraíso              | Rosinha       |
| 1981 | Floradas na Serra          | Dona Sofia    |
| 1982 | O Tronco do Ipê            | Luiza         |
| 1984 | Meus Filhos, Minha Vida    | Fátima        |
| 1990 | Rá-Tim-Bum                 | Mãe de Eva    |
| 1990 | Boca do Lixo               | Zuzu          |